# Alkires Mills (Virginia Occidental)
Alkires Mills es un área no incorporada ubicada en el condado de Lewis (Virginia Occidental), Estados Unidos. Está catalogada como un asentamiento humano por la Junta de Nombres Geográficos de los Estados Unidos. Su número de identificación (ID) es 1553707. Se encuentra a 327 m s. n. m. (1073 pies).

## Historia
Se estableció una oficina de correos en 1854 y permaneció en funcionamiento hasta 1905.